# 张宇初
張宇初（1359年—1410年），字子璿，號耆山。江西貴溪人。明代正一派道士、四十三代天師。

## 生平
宇初為四十二代天師張正常之長子，生於元至正十九年（1359年），自幼喜讀書，熟四書五經，“貫通三氏，融為一途。旁及諸子百家之籍，靡不窮搜，發為載道之記事之文，各及其妙”“詞賦詩歌，又各極其婉麗清新，得天趣自然之妙，可謂兼勝具美矣”，宋濂稱他“穎悟有文學，人稱為列仙之儒”。「嘗受道法於長春真人劉淵然，後與淵然不協，相詆訐」。張宇初提倡“三教合一”，他認為“孔李殊途，道本一源”，亦不排斥佛教思想，融合佛學。
明洪武十年（1377年）嗣教，十一年入朝為官，十三年受敕封為「正一嗣教道合無為闡祖光範大真人」，統領天下道教事。同年二月受召入朝，皇帝勉勵其修身養性，並封其母包氏為「清虛沖素妙善玄君」。十七年奉詔於紫金山建玉籙大醮，十九年奉命祈雨於神樂觀，二十四年皇帝下令禁止私出符籙，並賜“龍虎山正一玄壇之印”。
建文年間宇初受貶，隱居黃箬峰下構峴泉精舍。永樂帝即位後復其官職，並賞賜經費修建大上清宮。永樂元年（1403年）皇帝命其陪同祭祀天壇，四年皇帝令其編修《道藏》，五年於朝廷建齋籙三次，皇帝豐厚賞賜，並給其回返龍虎山的驛券。六年、七年宇初曾奉令前往武当山尋訪张三丰兩次不成。八年宇初卒，由其弟四十四代天師張宇清接手編輯。

## 作品
宇初為天師中最博學者之一，被稱為「道門碩儒」，著有《峴泉集》十二卷、《道門十規》、《元始無量度人上品妙經通義》四卷，另編纂三十代天師张继先《虛靖真君語錄》七卷、《龍虎山志》十卷，刪訂其父四十二代天師撰寫的《漢天師世家》並作後序。 
宇初亦善繪山水、墨竹、蘭蕙等，繪有《秋林平遠圖》、《夏林清隱圖》（現存日本）。